# Adam and Dog
Adam and Dog – amerykański film krótkometrażowy z 2012 r., w reżyserii Minkyu Lee i muzyką Joey Newmana. Film był nominowany w 2013 r., do Oscara w kategorii najlepszy krótkometrażowy film animowany podczas 85. ceremonii wręczenia Nagrody Amerykańskiej Akademii Filmowej, a w 2012 r., otrzymał Annie Award za najlepszy krótkometrażowy film animowany.
Film trwa 16 minut. Pojawiające się w nim postaci ludzkie, nie mówią.

## Fabuła
Jest to opowieść o biblijnych Adamie i Ewie (jak w trzech pierwszych rozdziałach Księgi Rodzaju), widziana z perspektywy psa. W pierwszej scenie obserwujemy psa szczekającego na mastodonta, w kolejnych próbuje się on zaprzyjaźnić z lemurem, aż wreszcie na sawannie spotyka nowo stworzonego – nagiego mężczyznę – Adama, który karmi zaskoczonego psa z ręki i głaszcze. Adam odchodzi w swoją stronę, a pies w swoją. W kolejnej scenie obserwujemy Adama siedzącego wysoko na drzewie i karmiącego ziarnami ptaka. Pod drzewem pojawia się pies, który najwyraźniej szukał Adama. Ten zobaczywszy psa rzuca mu jedzenie. W kolejnej scenie Adam rzuca psu oskubaną z owoców gałąź, którą ten aportuje. Kolejne sceny obrazują przyjaźń między człowiekiem i psem, i ich wspólne spędzanie czasu w Edenie. W następnej scenie obserwujemy Adama siedzącego już z nagą kobietą – Ewą. Pies zbliża się do Adama z patykiem w pysku, a Adam rzuca mu go do aportowania, gdy pies wraca obojga już nie ma. Pies wędruje przez Eden i widzi panterę z martwym królikiem w pysku. Zaczyna padać. Pies wtedy dostrzega Adama i Ewę, odzianych w ubrania i biegnących przez las. Pies biegnie za nimi, szczekając radośnie, ale kiedy Adam odwraca się, a jego twarz zniekształca złowieszczy grymas, pies ucieka przerażony. Inne zwierzęta też uciekają. W końcowej scenie obserwujemy jak Adam i Ewa odchodzą na pustynię, a pies widząc to, stoi na skraju Edenu, przestępując niezdecydowany. W końcu wraca do Edenu, ale tylko po patyk i biegiem podąża za oddalającymi się ludźmi. Ludzie klękają kolejno przy psie, głaszcząc go i tuląc, po czym cała trójka odchodzi.